# Ambodiadabo (Mandritsara)
Pour les articles homonymes, voir Ambodiadabo.
Ambodiadabo est une commune urbaine malgache située dans la partie sud-est de la région de Sofia.